# Partit Unit (Xipre)
El Partit Unit (grec Ενιαίον Κόμμα) fou un partit polític de Xipre, fundat per Glafkos Klerides i Tassos Papadópulos el 5 de febrer de 1969. A les eleccions legislatives xipriotes de 1960 es presentà com a Front Patriòtic (Πατριωτικό Μέτωπο) i va obtenir 15 escons.
A les eleccions legislatives xipriotes de 1970 va obtenir novament 15 escons: nou a Nicòsia (Glafkos Klerides, Tassos Papadópulos, Mixalakis Savvidis, Nikos Koshis, Ksanthos Klirides, Leandros Zaxariadis, Panagiotis Demetriou, Georgios Zambas, Andreas Xatzioannou), 5 a Limassol (Aimilios Michailides, Aimilios Fragkos, Xenis Xenopoulos, Andreas Neocleous, Maliotis Georgios) i 1 a Larnaka (Antonakis Sotiriadis). A les eleccions legislatives xipriotes de 1976 es presentà com a Reagrupament Democràtic.